# Aerzen
Aerzen (IPA: [ˈɛʁˌt͡sn̩]) è un comune mercato di 11.436 abitanti della Bassa Sassonia, in Germania.
Appartiene al circondario di Hameln-Pyrmont.